# 刘思谦
刘思谦（1934年12月24日—2022年7月18日），女，原名刘燕燕，河南偃师人，中国女性文学专家，河南大学文学院教授，第七届全国人大代表。

## 生平
1934年12月24日（讣告为1933年12月24日）生于北平市，原籍河南省偃师县。1940年至1946年，在陕西省武功县西北农学院附属小学读书。1947年就读于浙江大学附属中学初中部，毕业后就读于河南省立开封女子高中。1948年在郑振铎、叶圣陶主编的《少年》第一次发表《我的成长》，收入征文集《我》中。1956年考入开封师范学院（今河南大学），1960年毕业后被分配到中国科学院河南分院文学研究所工作。后因夫妻两地分居，调入中国科学院辽宁分院科技大学、沈阳市第二中学任教。1973年调入郑州大学中文系，1980年调回母校河南大学中文系工作。1986年破格评为教授。主要从事中国现当代文学、中国现当代女性文学教学科研工作。2022年7月18日16时在郑州逝世。

## 出版物
- 刘思谦. . 上海: 上海文艺出版社. 1993. ISBN 7532110974.
- 刘思谦. . 石家庄: 河北教育出版社. 2002. ISBN 7543444623.
- 刘思谦. . 开封: 河南大学出版社. 2005. ISBN 9787810913317.
- 刘思谦. . 开封: 河南大学出版社. 2012. ISBN 9787564909406.